# Электронная Беларусь
«Электронная Беларусь» — государственная программа информатизации Белоруссии на 2003—2005 годы и на перспективу до 2010 года, определяющая основные направления развития информационного общества.
Реализовано 107 проектов по информатизации:
- экономики
- образования
- здравоохранения
- культуры
- торговли
- логистики
- налогов
- деятельности государственных органов и органов местного управления.

## История
«Электронная Беларусь — 1» (до конца 2010 года): выполняется в стране с 2003 года. В ходе реализации программы должны были быть выполнены 108 проектов.
На февраль 2010 года выполнены 88, в 2009 году завершены 13.
Завершающий этап: ноябрь-декабрь 2010 года — приняты результаты 26 проектов.
«Электронная Беларусь — 2»: разработан План мероприятий на 2011—2015 годы (создание электронного правительства, электронной экономики, электронных торговли, здравоохранения, обучения, занятости и социальной защиты населения).